# Blessing Eleke
Blessing Eleke, bürgerlich Blessing Chibukie Eleke (* 5. März 1996 in Aba), ist ein nigerianischer Fußballspieler. Er steht seit März 2024 beim FC Istiklol in Tadschikistan unter Vertrag.

## Karriere
Eleke begann seine Karriere in Nigeria bei der Flying Sports Academy. 2014 wechselte er nach Slowenien zu ND Gorica. Dort spielte er eineinhalb Jahre, ehe er im Januar 2016 innerhalb der Liga zu NK Olimpija Ljubljana wechselte. Dort wurde er am Ende der Spielzeit slowenischer Meister und kam anschließend zu seinen ersten beiden internationalen Partien in der UEFA Champions-League-Qualifikation gegen AS Trenčín aus der Slowakei. In beiden Spielen (3:4 und 3:2) traf er zwar, doch sein Verein schied wegen der Auswärtstorregel aus. 
Nach weiteren eineinhalb Jahren wechselte er nach Israel zum FC Ashdod. Im Sommer 2018 wurde der FC Luzern aus der Schweiz auf ihn aufmerksam und verpflichtete den Stürmer für eine Ablösesumme von rund einer Million Schweizer Franken mit einem Vierjahresvertrag bis Juni 2022. Der Transfer schlug sofort ein und Eleke erzielte in seiner 1. Saison beim FC Luzern in 39 Pflichtspielen 17 Tore.
Im August 2020 wechselte Eleke nach Belgien in die Division 1A zu K Beerschot VA. In der Saison 2020/21 bestritt er für Beerschot 20 von 33 möglichen Ligaspielen, in denen er ein Tor schoss, sowie ein Pokalspiel. Nach zwei weiteren Spielen in der neuen Saison für Beerschot wurde er Anfang September 2021 direkt vor Ende des Transferfensters für den Rest der Saison an den türkischen Verein Gençlerbirliği Ankara, der zu dieser Saison in die zweithöchste türkische Liga abgestiegen war, ausgeliehen. Dort absolvierte er bis zum Saisonende 24 Ligaspiele und erzielte dabei sieben Treffer.
In der Saison 2022/23 gehörte er zunächst wieder zum Kader des in die Division 1B abgestiegenen K Beerschot VA. Noch vor dem ersten Spiel wechselte er im August 2022 nach Japan, wo er einen Vertrag beim Erstligisten Kashima Antlers unterschrieb. Dort bestritt er im Rest der Saison 4 von 11 möglichen Ligaspielen, in denen er ein Tor schoss. In der Saison 2023 wurde er bis Mitte Juni 2023 nicht eingesetzt und kam so bis zum Saisonende nur auf zwei weitere Ligapartien.
Am 21. März 2024 wechselte Eleke dann weiter nach Tadschikistan zum amtierenden Meister der Wysschaja Liga, dem FC Istiklol aus der Hauptstadt Duschanbe. Nach zehn Ligaspielen, in denen er sechs Treffer erzielte, wurde sein Vertrag Ende Juli 2024 nicht verlängert.

## Erfolge
NK Olimpija Ljubljana
- Slowenischer Meister: 2016